# Croton zehntneri
Espèce
Croton zehntneri est une espèce de plantes à fleurs du genre Croton et de la famille des Euphorbiaceae que l'on trouve au Brésil (Bahia et Pernambouc).